# Quatre Seigneurs des Royaumes combattants

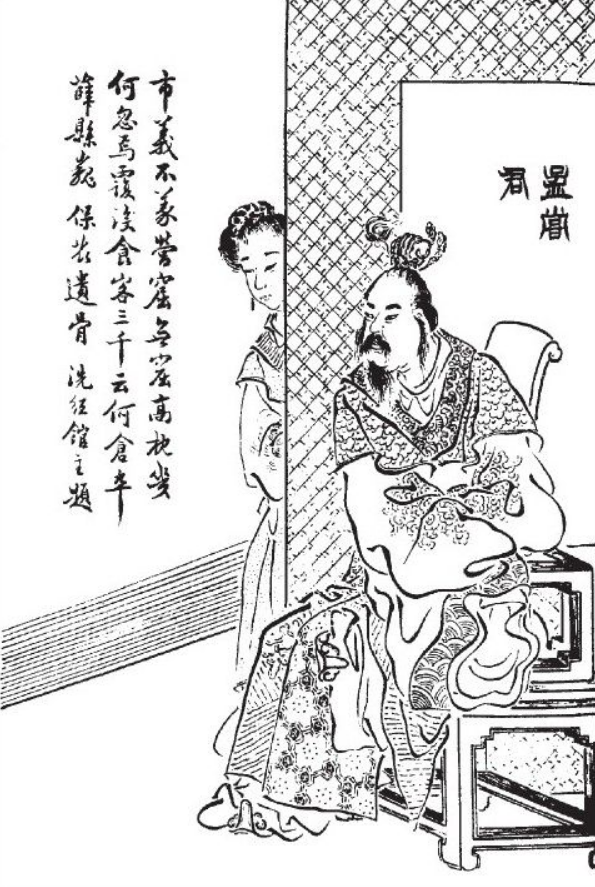
Lord Mengchang un des grands aristocrates

Les Quatre Seigneurs des Royaumes combattants est un terme commun pour faire référence à quatre des plus célèbres aristocrates régionaux de la fin de la période des Royaumes combattants.
À cette époque, le roi disposait souvent, dans les six royaumes à l'exception du Qin, d'un pouvoir plus théorique que pratique. La puissance réelle était aux mains d'aristocrates au prestige élevé, grands dignitaires ou officiels de l'État qui disposaient de grandes fortunes. Parmi ces aristocrates, quatre se distinguèrent : le seigneur Mengchang de Qi, le seigneur Xinling de Wei, le seigneur Pingyuan de Zhao et le seigneur Chunshen de Chu. Ils étaient renommés pour leur activité politique et sont représentatifs de leurs États respectifs et de leurs époques.
On trouve leurs biographies dans le Shiji, annales écrite par Sima Qian au Ier siècle av. J.-C..

## Le Seigneur de Mengchang (Qi)
Le Seigneur de Mengchang était un noble de l’État du Qi. Il était né sous le nom de Tian Wen, fils de Tian Ying et petit-fils du roi Wei de Qi. 
Il succéda à son père dans le fief de Xue et devint si renommé que le roi Zhao de Qin envoya des émissaires pour l’inviter dans le royaume de l’Ouest. Bien qu’il ait d’abord décliné la proposition, il finit par y donner suite et fit le voyage, accompagné par sa suite, en -299.
Ayant fait sa connaissance, le roi de Qin fut alors persuadé par les intrigues de conseillers d’État, de revenir sur sa décision de faire de Tian Wen un fonctionnaire de sa cour, étant un membre de la famille royale d’un État rival. Tian Wen dut donc donner sa démission et se retrouva en périlleuse situation.
Tian Wen parvint finalement à fuir le Qin. Son cousin et souverain, le roi Min de Qi, le jalousait et essaya de lui retirer tout poste officiel, mais il fut sauvé par les efforts d’un conseiller judicieux du nom de Feng Xuan.
En dépit de sa renommée, on le disait également borné et étroit d’esprit. Alors qu’il traversait une province du Zhao, il ordonna à ses hommes de massacrer la populace lorsque certains, parmi le peuple, se moquèrent de sa petite stature.

Il fut également impliqué dans des manœuvres politiques visant à évincer Lü Li, un réfugié du Qin nommé comme Premier Ministre du Qi. Quand il fut finalement disgracié, Tian Wen passa au royaume de Wei et ne fit rien lorsque les six États rivaux furent en passe de détruire son propre Royaume, le Qi, sans les efforts du célèbre Tian Dan, son cousin, qui repoussa l'occupant du royaume de Yan.
Après sa mort, les nombreux fils de Tian Wen se perdirent en querelles internes et familiales, et le fief de Xue tomba finalement sous les attaques conjointes du Qi et du Wei.

## Le Seigneur de Xinling (Wei)
Né sous le nom de Wei Wuji, il était le fils du roi Zhao de Wei et le demi-frère cadet du roi Anxi de Wei. 
Capable et intelligent, il fut très tôt l’objet de la jalousie et des suspicions du roi Anxi, et il ne lui fut pas permis de s’investir dans les affaires de l’État. Mais ses nombreux talents lui attirèrent la sympathie d’une suite de fidèles réellement compétents, qui se mirent à son service. En -277, le roi Anxi offrit à Wei Wuji le fief de Xinling, en raison de quoi il devint bientôt le célèbre Seigneur de Xinling. 
Après le désastre de Changping, lorsque l’État de Qin fut près d’exterminer le royaume du Zhao, assiégeant sa capitale, il tenta de persuader son frère le roi d’intervenir, mettant en lumière les conséquences véritables de la destruction de cet État voisin, et démontrant en quoi l’équilibre des forces pencherait dangereusement en faveur du royaume de Qin. Celui-ci serait alors en mesure d’annexer toujours plus de territoires, y compris celui du royaume de Wei. Le roi Anxi avait d’abord envoyé une force de secours de 100 000 hommes, des vétérans aux ordres du général Jin Bi, en direction du Zhao. Mais il donna ensuite ordre à l’armée de faire halte, après avoir reçu un émissaire de Qin porteur d’avertissement menaçant. Wei Wuji, outre le fait qu'il avait pris pour épouse une femme du clan royal de Zhao, s'était vu offrir, pour s'attirer ses bonnes grâces, la cité de Hao en fief personnel par le roi de Zhao, preuve de sa grande renommée. 
Avec l’aide de la concubine royale, Wei Wuji parvint à voler le hufu du roi, et, avec l’aide du vaillant guerrier Zhu Hai prit le contrôle de l’armée de Jin Bi et sauva le Royaume du Zhao.
Ayant commis un crime contre son roi, Wei Wuji demeura au Zhao durant dix ans. Il ne revint dans son État natal que lorsque ce dernier fut attaqué par le Qin. Afin de résister à l'envahisseur, le roi de Wei pardonna à son frère et le nomma en tant que commandant suprême des forces armées de l’État du Wei, ce qui marqua l'apogée de sa carrière. Lorsque les autres Royaumes l'apprirent, le seigneur de Xinling avait une telle renommée que certains envoyèrent des forces en aide contre le Qin. Les armées de ce dernier furent défaites à la passe de Han Gu, où elles ne s'aventurèrent plus pendant de longues années.
Malheureusement, le succès triomphal de Wei Wuji ranima la jalousie du roi de Wei, sentiment alimenté par les manœuvres d'agents du Qin. Pour apaiser la suspicion de son frère et ses propres peurs, Wei Wuji s'adonna aux plaisirs du vin et des femmes, avec un tel excès qu'il mourut en moins de quatre ans. Après avoir rapidement décliné, le Seigneur de Xinling, désabusé, mourut ainsi en -243.

## Le Seigneur de Pingyuan (Zhao)
Né sous le nom de Zhao Sheng, il était le fils de roi Wuling de Zhao, frère cadet du roi Huiwen et oncle du roi Xiaocheng. Durant sa vie, il fut nommé Premier ministre de l’État du Zhao à trois reprises. 
Durant le règne de son neveu le roi Xiaocheng, l’État de Qin envahit le Zhao, défaisant son armée à Changping et assiégeant finalement sa capitale Handan. Zhao Sheng dirigea une mission d’ambassade au royaume du Chu, afin de demander une force de secours. Ce fut grâce à la sagacité d’un conseiller de la suite de Zhao Sheng que le roi de Chu fut « persuadé » d’intervenir. Le temps que des renforts ne viennent depuis le Chu et le Wei, la situation à Handan était devenu critique. Zhao Sheng utilisa sa fortune pour lever des forces et gagner du temps, ce qui permit aux renforts d’arriver et de briser le siège.
Zhao Sheng ne marqua pas les annales comme un homme vraiment capable. Lorsque l’une de ses concubines offensa un invité de marque de sa cour, il lui fallut un long temps, et des conseils, pour se résoudre à agir et à corriger la situation, en mettant à mort la demoiselle.
Le fief de Zhao Sheng était la Cité de Dongwu. Il portait le titre de Seigneur de Pingyuan. Il fut le seul, parmi "les Quatre" à ne pas finir sa vie de manière tragique. Il mourut en -252 (ou -251).

## Le Seigneur de Chunshen (Chu)
Huang Xie de son vrai nom, il fut le seul des « Quatre », à ne pas être né apparenté à la famille royale de son royaume. Huang Xie faisait originellement partie du gouvernement du roi Qingxiang de Chu, et suivit plus tard, en -272 le prince héritier Wan de Chu, destiné à résider dix années au Qin en tant qu’otage. 
Après la mort du roi Qingxiang en -263, Huang Xie organisa le retour secret du prince au Chu et joua un rôle décisif dans la fuite. Le prince monta alors sur le trône (plus tard historiquement connu sous le nom de roi Kaolie de Chu). Lorsque la cour du Qin réalisa ce qui s'était passé, elle décida qu'elle n'aurait rien à gagner, sinon une guerre précipitée, en tuant Huang Xie, et permit à ce dernier de rentrer à son tour. Xie revenu, il fut nommé Lingyin (Premier ministre) du Chu et reçut le titre de Seigneur de Chunshen. Dès lors, l'influence et le pouvoir du Seigneur de Chunshen ne furent jamais menacés, et, tout au long du règne de Kaolie, il fut le seigneur de facto du pays. C'est sous son ministère, qui dura près de 25 ans, que le royaume de Chu envahit l'État de Lu.
La fin de Huang Xie vient de son mauvais calcul quant à la personnalité de Li Yuan. Le roi Kaolie était resté sans héritier pendant de nombreuses années. Li Yuan présenta sa sœur, jeune et belle femme, au Premier ministre, et sans doute celui-ci entretint-il une relation avec elle. Lorsque celle-ci tomba enceinte, son frère suggéra au ministre de la présenter au roi. Voyant là une occasion incroyable d'assurer son avenir et sa lignée après la fin du roi Kaolie, Huang Xie accepta. Après les présentations, le roi la prit en effet près de lui, et elle donna un fils à la couronne, qui fut déclaré héritier. En tant qu'oncle maternel, Li Yuan gagna un statut à la cour du Chu.
Zhu Ying, l'un des conseillers de Huang Xie crut deviner le plan du jeune ambitieux mais le vieux ministre refusa de voir la menace représentée par Li Yuan. Lorsque le roi Kaolie mourut, en -238., Li Yuan était en position de mettre en application son plan et déploya secrètement ses tueurs dans le palais. Ces derniers assaillirent Huang Xie alors qu'il entrait dans le palais, et le décapitèrent, permettant à Li Yuan de monopoliser finalement le pouvoir, en tant qu'oncle unique du prince en bas âge, qui monta sur le trône et devint le Roi You.